# EPrix van Londen 2022
De ePrix van Londen 2022 werd gehouden over twee races op 30 en 31 juli 2022 op het ExCeL London Circuit. Dit waren de dertiende en veertiende races van het achtste Formule E-seizoen.
De eerste race werd gewonnen door Andretti-coureur Jake Dennis, die vanaf pole position zijn eerste zege van het seizoen behaalde. Stoffel Vandoorne werd voor Mercedes tweede, terwijl Envision-coureur Nick Cassidy als derde eindigde. Oorspronkelijk werd de andere Mercedes-rijder Nyck de Vries derde, maar hij kreeg een straf van vijf seconden vanwege het te hard verdedigen van zijn positie ten opzichte van Cassidy.
De tweede race werd gewonnen door Venturi-coureur Lucas di Grassi, die eveneens zijn eerste zege van het seizoen behaalde. Jake Dennis, die wederom vanaf pole position startte, werd ditmaal tweede, terwijl Nyck de Vries als derde eindigde.

## Race 1

### Kwalificatie

#### Groepsfase
De top vier uit iedere groep kwalificeerde zich voor de knockoutfase.
Groep A
| Pos | No | Coureur             | Team             | Tijd      |
| --- | -- | ------------------- | ---------------- | --------- |
| 1   | 5  | Stoffel Vandoorne   | Mercedes         | 1:13.796  |
| 2   | 7  | Sérgio Sette Câmara | Dragon-Penske    | 1:14.023  |
| 3   | 37 | Nick Cassidy        | Envision-Audi    | 1:14.123  |
| 4   | 22 | Maximilian Günther  | e.dams-Nissan    | 1:14.252  |
| 5   | 4  | Robin Frijns        | Envision-Audi    | 1:14.278  |
| 6   | 10 | Sam Bird            | Jaguar           | 1:14.431  |
| 7   | 9  | Mitch Evans         | Jaguar           | 1:14.511  |
| 8   | 29 | Alexander Sims      | Mahindra         | 1:14.591  |
| 9   | 94 | Pascal Wehrlein     | Porsche          | 1:14.602  |
| 10  | 3  | Oliver Turvey       | NIO              | 1:14.940  |
| 11  | 11 | Lucas di Grassi     | Venturi-Mercedes | Geen tijd |

Groep B
| Pos | No | Coureur                | Team             | Tijd     |
| --- | -- | ---------------------- | ---------------- | -------- |
| 1   | 27 | Jake Dennis            | Andretti-BMW     | 1:13.846 |
| 2   | 17 | Nyck de Vries          | Mercedes         | 1:14.004 |
| 3   | 28 | Oliver Askew           | Andretti-BMW     | 1:14.270 |
| 4   | 36 | André Lotterer         | Porsche          | 1:14.297 |
| 5   | 48 | Edoardo Mortara        | Venturi-Mercedes | 1:14.328 |
| 6   | 13 | António Félix da Costa | Techeetah-DS     | 1:14.336 |
| 7   | 25 | Jean-Éric Vergne       | Techeetah-DS     | 1:14.363 |
| 8   | 23 | Sébastien Buemi        | e.dams-Nissan    | 1:14.383 |
| 9   | 30 | Oliver Rowland         | Mahindra         | 1:14.448 |
| 10  | 99 | Antonio Giovinazzi     | Dragon-Penske    | 1:14.816 |
| 11  | 33 | Dan Ticktum            | NIO              | 1:15.200 |

#### Knockoutfase
De combinatie letter/cijfer staat voor de groep waarin de betreffende coureur uitkwam en de positie die hij in deze groep behaalde.
|  | Kwartfinale         | Kwartfinale         |                   |          | Halve finale | Halve finale |  |  | Finale | Finale |
|  |                     |                     |                   |          |              |              |  |  |        |        |
|  |                     |                     |                   |          |              |              |  |  |        |        |
|  | B4-A1               |                     |                   |          |              |              |  |  |        |        |
|  |                     |                     |                   |          |              |              |  |  |        |        |
|  | André Lotterer      | 1:13.917            |                   |          |              |              |  |  |        |        |
|  | André Lotterer      | 1:13.917            | K1-K2             |          |              |              |  |  |        |        |
|  | Stoffel Vandoorne   | 1:13.528            |                   |          |              |              |  |  |        |        |
|  | Stoffel Vandoorne   | 1:13.528            | Stoffel Vandoorne | 1:13.131 |              |              |  |  |        |        |
|  | B3-A2               |                     | Stoffel Vandoorne | 1:13.131 |              |              |  |  |        |        |
|  |                     | Sérgio Sette Câmara | 1:13.474          |          |              |              |  |  |        |        |
|  | Oliver Askew        | Sérgio Sette Câmara | 1:13.474          | 1:13.688 |              |              |  |  |        |        |
|  | Oliver Askew        |                     | H1-H2             | 1:13.688 |              |              |  |  |        |        |
|  | Sérgio Sette Câmara | 1:13.330            |                   |          |              |              |  |  |        |        |
|  | Sérgio Sette Câmara | 1:13.330            | Stoffel Vandoorne | 1:13.298 |              |              |  |  |        |        |
|  | A3-B2               |                     | Stoffel Vandoorne | 1:13.298 |              |              |  |  |        |        |
|  |                     | Jake Dennis         | 1:13.161          |          |              |              |  |  |        |        |
|  | Nick Cassidy        | Jake Dennis         | 1:13.161          | 1:13.852 |              |              |  |  |        |        |
|  | Nick Cassidy        | K3-K4               |                   | 1:13.852 |              |              |  |  |        |        |
|  | Nyck de Vries       | 1:13.457            |                   |          |              |              |  |  |        |        |
|  | Nyck de Vries       | 1:13.457            | Nyck de Vries     | 1:13.314 |              |              |  |  |        |        |
|  | A4-B1               |                     | Nyck de Vries     | 1:13.314 |              |              |  |  |        |        |
|  |                     | Jake Dennis         | 1:13.005          |          |              |              |  |  |        |        |
|  | Maximilian Günther  | Jake Dennis         | 1:13.005          | 1:13.780 |              |              |  |  |        |        |
|  | Maximilian Günther  |                     |                   | 1:13.780 |              |              |  |  |        |        |
|  | Jake Dennis         | 1:13.225            |                   |          |              |              |  |  |        |        |
|  | Jake Dennis         | 1:13.225            |                   |          |              |              |  |  |        |        |

#### Startopstelling
| Pos | No | Coureur                | Team             |
| --- | -- | ---------------------- | ---------------- |
| 1   | 27 | Jake Dennis            | Andretti-BMW     |
| 2   | 5  | Stoffel Vandoorne      | Mercedes         |
| 3   | 17 | Nyck de Vries          | Mercedes         |
| 4   | 7  | Sérgio Sette Câmara    | Dragon-Penske    |
| 5   | 28 | Oliver Askew           | Andretti-BMW     |
| 6   | 28 | Maximilian Günther     | e.dams-Nissan    |
| 7   | 37 | Nick Cassidy           | Envision-Audi    |
| 8   | 36 | André Lotterer         | Porsche          |
| 9   | 48 | Edoardo Mortara        | Venturi-Mercedes |
| 10  | 4  | Robin Frijns           | Envision-Audi    |
| 11  | 13 | António Félix da Costa | Techeetah-DS     |
| 12  | 10 | Sam Bird               | Jaguar           |
| 13  | 25 | Jean-Éric Vergne       | Techeetah-DS     |
| 14  | 9  | Mitch Evans            | Jaguar           |
| 15  | 23 | Sébastien Buemi        | e.dams-Nissan    |
| 16  | 29 | Alexander Sims         | Mahindra         |
| 17  | 30 | Oliver Rowland         | Mahindra         |
| 18  | 94 | Pascal Wehrlein        | Porsche          |
| 19  | 99 | Antonio Giovinazzi     | Dragon-Penske    |
| 20  | 3  | Oliver Turvey          | NIO              |
| 21  | 33 | Dan Ticktum            | NIO              |
| 22  | 11 | Lucas di Grassi        | Venturi-Mercedes |

### Race
| Pos | No | Coureur                | Team             | Rondes | Tijd/Oorzaak uitval | Grid | Punten |
| --- | -- | ---------------------- | ---------------- | ------ | ------------------- | ---- | ------ |
| 1   | 27 | Jake Dennis            | Andretti-BMW     | 37     | 46:56.557           | 1    | 29     |
| 2   | 5  | Stoffel Vandoorne      | Mercedes         | 37     | +2.223              | 2    | 18     |
| 3   | 37 | Nick Cassidy           | Envision-Audi    | 37     | +12.663             | 7    | 15     |
| 4   | 28 | Oliver Askew           | Andretti-BMW     | 37     | +14.904             | 5    | 12     |
| 5   | 9  | Mitch Evans            | Jaguar           | 37     | +17.128             | 14   | 10     |
| 6   | 17 | Nyck de Vries          | Mercedes         | 37     | +17.367             | 3    | 8      |
| 7   | 13 | António Félix da Costa | Techeetah-DS     | 37     | +17.733             | 11   | 6      |
| 8   | 28 | Maximilian Günther     | e.dams-Nissan    | 37     | +22.067             | 6    | 4      |
| 9   | 11 | Lucas di Grassi        | Venturi-Mercedes | 37     | +32.139             | 22   | 2      |
| 10  | 94 | Pascal Wehrlein        | Porsche          | 37     | +34.347             | 18   | 1      |
| 11  | 23 | Sébastien Buemi        | e.dams-Nissan    | 37     | +35.307             | 15   |        |
| 12  | 36 | André Lotterer         | Porsche          | 37     | +35.508             | 8    |        |
| 13  | 29 | Alexander Sims         | Mahindra         | 37     | +40.345             | 16   |        |
| 14  | 25 | Jean-Éric Vergne       | Techeetah-DS     | 37     | +41.057             | 13   |        |
| 15  | 3  | Oliver Turvey          | NIO              | 37     | +41.293             | 20   |        |
| 16  | 4  | Robin Frijns           | Envision-Audi    | 37     | +44.023             | 10   |        |
| 17  | 33 | Dan Ticktum            | NIO              | 37     | +51.947             | 21   |        |
| 18  | 48 | Edoardo Mortara        | Venturi-Mercedes | 37     | +1:18.796           | 9    |        |
| NC  | 7  | Sérgio Sette Câmara    | Dragon-Penske    | 37     | Energie             | 4    |        |
| DNF | 99 | Antonio Giovinazzi     | Dragon-Penske    | 26     | Schade ongeluk      | 19   |        |
| DNF | 30 | Oliver Rowland         | Mahindra         | 17     | Schade ongeluk      | 17   |        |
| DNF | 10 | Sam Bird               | Jaguar           | 0      | Ongeluk             | 12   |        |

## Race 2

### Kwalificatie

#### Groepsfase
De top vier uit iedere groep kwalificeerde zich voor de knockoutfase.
Groep A
| Pos | No | Coureur                | Team             | Tijd     |
| --- | -- | ---------------------- | ---------------- | -------- |
| 1   | 27 | Jake Dennis            | Andretti-BMW     | 1:13.279 |
| 2   | 13 | António Félix da Costa | Techeetah-DS     | 1:13.360 |
| 3   | 17 | Nyck de Vries          | Mercedes         | 1:13.370 |
| 4   | 28 | Oliver Askew           | Andretti-BMW     | 1:13.473 |
| 5   | 22 | Maximilian Günther     | e.dams-Nissan    | 1:13.497 |
| 6   | 30 | Oliver Rowland         | Mahindra         | 1:13.544 |
| 7   | 5  | Stoffel Vandoorne      | Mercedes         | 1:13.624 |
| 8   | 10 | Sam Bird               | Jaguar           | 1:13.652 |
| 9   | 48 | Edoardo Mortara        | Venturi-Mercedes | 1:13.745 |
| 10  | 7  | Sérgio Sette Câmara    | Dragon-Penske    | 1:13.745 |
| 11  | 36 | André Lotterer         | Porsche          | 1:14.076 |

Groep B
| Pos | No | Coureur            | Team             | Tijd     |
| --- | -- | ------------------ | ---------------- | -------- |
| 1   | 11 | Lucas di Grassi    | Venturi-Mercedes | 1:13.006 |
| 2   | 99 | Antonio Giovinazzi | Dragon-Penske    | 1:13.327 |
| 3   | 37 | Nick Cassidy       | Envision-Audi    | 1:13.411 |
| 4   | 23 | Sébastien Buemi    | e.dams-Nissan    | 1:13.414 |
| 5   | 25 | Jean-Éric Vergne   | Techeetah-DS     | 1:13.422 |
| 6   | 94 | Pascal Wehrlein    | Porsche          | 1:13.507 |
| 7   | 9  | Mitch Evans        | Jaguar           | 1:13.511 |
| 8   | 33 | Dan Ticktum        | NIO              | 1:13.696 |
| 9   | 4  | Robin Frijns       | Envision-Audi    | 1:13.748 |
| 10  | 3  | Oliver Turvey      | NIO              | 1:13.948 |
| 11  | 29 | Alexander Sims     | Mahindra         | 1:14.729 |

#### Knockoutfase
De combinatie letter/cijfer staat voor de groep waarin de betreffende coureur uitkwam en de positie die hij in deze groep behaalde.
|  | Kwartfinale            | Kwartfinale            |                    |          | Halve finale | Halve finale |  |  | Finale | Finale |
|  |                        |                        |                    |          |              |              |  |  |        |        |
|  |                        |                        |                    |          |              |              |  |  |        |        |
|  | B4-A1                  |                        |                    |          |              |              |  |  |        |        |
|  |                        |                        |                    |          |              |              |  |  |        |        |
|  | Sébastien Buemi        | 1:13.197               |                    |          |              |              |  |  |        |        |
|  | Sébastien Buemi        | 1:13.197               | K1-K2              |          |              |              |  |  |        |        |
|  | Jake Dennis            | 1:12.661               |                    |          |              |              |  |  |        |        |
|  | Jake Dennis            | 1:12.661               | Jake Dennis        | 1:12.649 |              |              |  |  |        |        |
|  | B3-A2                  |                        | Jake Dennis        | 1:12.649 |              |              |  |  |        |        |
|  |                        | António Félix da Costa | 1:13.028           |          |              |              |  |  |        |        |
|  | Nick Cassidy           | António Félix da Costa | 1:13.028           | 1:13.490 |              |              |  |  |        |        |
|  | Nick Cassidy           |                        | H1-H2              | 1:13.490 |              |              |  |  |        |        |
|  | António Félix da Costa | 1:13.000               |                    |          |              |              |  |  |        |        |
|  | António Félix da Costa | 1:13.000               | Jake Dennis        | 1:12.535 |              |              |  |  |        |        |
|  | A3-B2                  |                        | Jake Dennis        | 1:12.535 |              |              |  |  |        |        |
|  |                        | António Félix da Costa | 1:13.619           |          |              |              |  |  |        |        |
|  | Nyck de Vries          | António Félix da Costa | 1:13.619           | 1:13.043 |              |              |  |  |        |        |
|  | Nyck de Vries          | K3-K4                  |                    | 1:13.043 |              |              |  |  |        |        |
|  | Antonio Giovinazzi     | 1:12.980               |                    |          |              |              |  |  |        |        |
|  | Antonio Giovinazzi     | 1:12.980               | Antonio Giovinazzi | 1:12.962 |              |              |  |  |        |        |
|  | A4-B1                  |                        | Antonio Giovinazzi | 1:12.962 |              |              |  |  |        |        |
|  |                        | Lucas di Grassi        | 1:12.641           |          |              |              |  |  |        |        |
|  | Oliver Askew           | Lucas di Grassi        | 1:12.641           | 1:44.374 |              |              |  |  |        |        |
|  | Oliver Askew           |                        |                    | 1:44.374 |              |              |  |  |        |        |
|  | Lucas di Grassi        | 1:12.686               |                    |          |              |              |  |  |        |        |
|  | Lucas di Grassi        | 1:12.686               |                    |          |              |              |  |  |        |        |

#### Startopstelling
| Pos | No | Coureur                | Team             |
| --- | -- | ---------------------- | ---------------- |
| 1   | 27 | Jake Dennis            | Andretti-BMW     |
| 2   | 11 | Lucas di Grassi        | Venturi-Mercedes |
| 3   | 99 | Antonio Giovinazzi     | Dragon-Penske    |
| 4   | 13 | António Félix da Costa | Techeetah-DS     |
| 5   | 17 | Nyck de Vries          | Mercedes         |
| 6   | 23 | Sébastien Buemi        | e.dams-Nissan    |
| 7   | 37 | Nick Cassidy           | Envision-Audi    |
| 8   | 22 | Maximilian Günther     | e.dams-Nissan    |
| 9   | 25 | Jean-Éric Vergne       | Techeetah-DS     |
| 10  | 30 | Oliver Rowland         | Mahindra         |
| 11  | 28 | Oliver Askew           | Andretti-BMW     |
| 12  | 94 | Pascal Wehrlein        | Porsche          |
| 13  | 5  | Stoffel Vandoorne      | Mercedes         |
| 14  | 9  | Mitch Evans            | Jaguar           |
| 15  | 10 | Sam Bird               | Jaguar           |
| 16  | 33 | Dan Ticktum            | NIO              |
| 17  | 48 | Edoardo Mortara        | Venturi-Mercedes |
| 18  | 4  | Robin Frijns           | Envision-Audi    |
| 19  | 7  | Sérgio Sette Câmara    | Dragon-Penske    |
| 20  | 3  | Oliver Turvey          | NIO              |
| 21  | 36 | André Lotterer         | Porsche          |
| 22  | 29 | Alexander Sims         | Mahindra         |

### Race
| Pos | No | Coureur                | Team             | Rondes | Tijd/Oorzaak uitval | Grid | Punten |
| --- | -- | ---------------------- | ---------------- | ------ | ------------------- | ---- | ------ |
| 1   | 11 | Lucas di Grassi        | Venturi-Mercedes | 38     | 49:28.805           | 2    | 25     |
| 2   | 27 | Jake Dennis            | Andretti-BMW     | 38     | +3.191              | 1    | 22     |
| 3   | 17 | Nyck de Vries          | Mercedes         | 38     | +4.508              | 5    | 15     |
| 4   | 5  | Stoffel Vandoorne      | Mercedes         | 38     | +10.358             | 13   | 12     |
| 5   | 13 | António Félix da Costa | Techeetah-DS     | 38     | +13.946             | 4    | 10     |
| 6   | 23 | Sébastien Buemi        | e.dams-Nissan    | 38     | +20.399             | 6    | 8      |
| 7   | 4  | Robin Frijns           | Envision-Audi    | 38     | +20.850             | 18   | 6      |
| 8   | 10 | Sam Bird               | Jaguar           | 38     | +21.748             | 15   | 4      |
| 9   | 7  | Sérgio Sette Câmara    | Dragon-Penske    | 38     | +28.913             | 19   | 2      |
| 10  | 94 | Pascal Wehrlein        | Porsche          | 38     | +29.685             | 12   | 1      |
| 11  | 29 | Alexander Sims         | Mahindra         | 38     | +30.611             | 22   |        |
| 12  | 36 | André Lotterer         | Porsche          | 38     | +31.644             | 21   |        |
| 13  | 48 | Edoardo Mortara        | Venturi-Mercedes | 38     | +35.147             | 17   |        |
| 14  | 3  | Oliver Turvey          | NIO              | 38     | +37.285             | 20   |        |
| 15  | 22 | Maximilian Günther     | e.dams-Nissan    | 38     | +1:19.883           | 8    |        |
| DNF | 9  | Mitch Evans            | Jaguar           | 35     | Elektrisch          | 14   |        |
| DNF | 37 | Nick Cassidy           | Envision-Audi    | 30     | Mechanisch          | 7    |        |
| DNF | 28 | Oliver Askew           | Andretti-BMW     | 21     | Ongeluk             | 11   |        |
| DNF | 99 | Antonio Giovinazzi     | Dragon-Penske    | 19     | Uitgevallen         | 3    |        |
| DNF | 25 | Jean-Éric Vergne       | Techeetah-DS     | 3      | Ongeluk             | 9    |        |
| DNF | 33 | Dan Ticktum            | NIO              | 1      | Ongeluk             | 16   |        |
| DNF | 30 | Oliver Rowland         | Mahindra         | 1      | Ongeluk             | 10   |        |

## Tussenstanden wereldkampioenschap

### Coureurs
| Positie | No. | Rijder                 | Team             | Punten |
| ------- | --- | ---------------------- | ---------------- | ------ |
| 01      | 5   | Stoffel Vandoorne      | Mercedes         | 185    |
| 02      | 9   | Mitch Evans            | Jaguar           | 149    |
| 03      | 48  | Edoardo Mortara        | Venturi-Mercedes | 144    |
| 04      | 25  | Jean-Éric Vergne       | Techeetah-DS     | 128    |
| 05      | 13  | António Félix da Costa | Techeetah-DS     | 116    |
| 06      | 11  | Lucas di Grassi        | Venturi-Mercedes | 111    |
| 07      | 4   | Robin Frijns           | Envision-Audi    | 110    |
| 08      | 17  | Nyck de Vries          | Mercedes         | 106    |
| 09      | 27  | Jake Dennis            | Andretti-BMW     | 98     |
| 10      | 94  | Pascal Wehrlein        | Porsche          | 65     |

### Constructeurs
| Positie | Team             | Punten |
| ------- | ---------------- | ------ |
| 01      | Mercedes         | 291    |
| 02      | Venturi-Mercedes | 255    |
| 03      | Techeetah-DS     | 244    |
| 04      | Jaguar           | 200    |
| 05      | Envision-Audi    | 172    |
| 06      | Porsche          | 128    |
| 07      | Andretti-BMW     | 112    |
| 08      | e.dams-Nissan    | 34     |
| 09      | Mahindra         | 25     |
| 10      | NIO              | 07     |